# Adam & Paul
Adam & Paul è un film del 2004 diretto da Lenny Abrahamson.

## Trama
Una giornata nella vita di Adam e Paul, due tossicomani di Dublino, interamente dedicata - come tutte le altre da molto tempo - ad arraffare con qualsiasi mezzo il denaro necessario alla dose quotidiana.